# Point Bell Conservation Park
Point Bell Conservation Park är en park i Australien. Den ligger i delstaten South Australia, omkring 590 kilometer nordväst om delstatshuvudstaden Adelaide. Point Bell Conservation Park ligger 29 meter över havet.
Trakten är glest befolkad. Det finns inga samhällen i närheten. 
Stäppklimat råder i trakten. Genomsnittlig årsnederbörd är 329 millimeter. Den regnigaste månaden är maj, med i genomsnitt 64 mm nederbörd, och den torraste är oktober, med 6 mm nederbörd.